# Edgemere
Edgemere és una concentració de població designada pel cens dels Estats Units a l'estat de Maryland. Segons el cens del 2000 tenia 9.248 habitants.

## Demografia
Segons el cens del 2000, Edgemere tenia 9.248 habitants, 3.530 habitatges, i 2.513 famílies. La densitat de població era de 330,3 habitants/km².
Dels 3.530 habitatges en un 28,2% hi vivien nens de menys de 18 anys, en un 55,9% hi vivien parelles casades, en un 10,1% dones solteres, i en un 28,8% no eren unitats familiars. En el 24% dels habitatges hi vivien persones soles el 12,3% de les quals corresponia a persones de 65 anys o més que vivien soles. El nombre mitjà de persones vivint en cada habitatge era de 2,58 i el nombre mitjà de persones que vivien en cada família era de 3,04.
Per edats la població es repartia de la següent manera: un 22,1% tenia menys de 18 anys, un 7,2% entre 18 i 24, un 26,9% entre 25 i 44, un 27,1% de 45 a 60 i un 16,7% 65 anys o més.
L'edat mediana era de 41 anys. Per cada 100 dones de 18 o més anys hi havia 98,3 homes.
La renda mediana per habitatge era de 46.928 $ i la renda mediana per família de 55.662 $. Els homes tenien una renda mediana de 40.577 $ mentre que les dones 28.398 $. La renda per capita de la població era de 20.802 $. Entorn del 5,4% de les famílies i el 7% de la població estaven per davall del llindar de pobresa.

## Poblacions més properes
El següent diagrama mostra les poblacions més properes.